# الرجاد السفلى (المخادر)

تعديل مصدري - تعديل

الرجاد السفلى محلة تابعة لقرية الرجاد، التابعة لعزلة السحول بمديرية المخادر إحدى مديريات محافظة إب في الجمهورية اليمنية، بلغ تعداد سكانها 431 حسب تعداد اليمن لعام 2004.